# Mídia locativa
Mídia locativa é um conjunto de tecnologias e processos info-comunicacionais, cujo conteúdo da informação está diretamente associado a uma localidade virtual.

## A era da mídia locativa
O fluxo de informações do cenário da comunicação contemporânea é formado por processos personalizados, nos quais qualquer um pode produzir, armazenar, processar e circular informações sobre formatos e modulações diversas. Desse modo, vemos emergir as mídias “pós-massivas” com a liberação do pólo de emissão e da conexão generalizada através de redes telemáticas. Essas novas modificações vêm transformando o espaço urbano e a vida nas grandes cidades. De modo que várias empresas, artistas e ativistas, já vêm utilizando as possibilidades das mídias locativas como forma de marketing, publicidade e controle de produto, criando novas possibilidades de escrita e releitura do espaço urbano.
Assim, novas práticas sócio-comunicacionais surgem, com o início do século XXI, e as referências sociais físicas dão lugar a eventos informacionais dinâmicos, cujo fluxo se dá por redes sem fio e dispositivos móveis.

## Mídias locativas
O termo ‘mídia locativa’ foi cunhado em 2003 por Karlis Kalnins, e é definido por André Lemos como um conjunto de tecnologias e processos info-comunicacionais, cujo conteúdo da informação está diretamente associado a uma localidade. Elas tornam possível a troca de informação móvel, fornecendo dados dinâmicos sobre um determinado ambiente, criando novas possibilidades de espaço urbano e resignificando as cidades. São processos de emissão e recepção de informação digital, a partir de um determinado local, ou de lugares/objetos.
Assim, através das mídias locativas, as trocas informacionais não mais são originadas de meios massivos, nem do ciberespaço acessado em locais fechados, e agora passam a emergir de objetos que emitem localmente informações, processadas através de artefatos móveis.
Existem também mídias locativas analógicas, através das quais a informação é genérica e estática, não havendo processamento ou feedback. Enquanto que as mídias digitais “smart” possibilitam uma comunicação ubíqua (que está ao mesmo tempo em toda parte), invasiva e sensível. O usuário é identificado e a emissão se dá por meio de redes sem fio, sendo captada em dispositivos móveis. A informação é processada e customizada, através do controle, monitoramento e personalização, originando um banco de dados digitais, com informações de contexto local, sendo que estes dados são variáveis e modificáveis em tempo real.

## As quatro funções das mídias locativas
Utilizados para agregar conteúdo digital a uma localidade, entre os artefatos sem fio mais conhecidos estão telefones celulares, GPS, laptops e palmtops em redes Wi-Fi ou Wi-Max, Bluetooth e etiquetas de identificação por rádio frequência, RFID, quase sempre associados a atividades de monitoramento, mapeamento, vigilância, localização, geoprocessamento (GIS), anotações ou jogos.
Dessa forma, observamos que o incentivo aos processos de criação, pelas mídias pós-massivas, dos chamados territórios comunicacionais (espaços híbridos de controle eletrônico-informacional e físico), bem como a transformação dos espaços urbanos e da vivência nas grandes cidades, que caracterizam a condição de ciberurbe, se dá por meio de quatro funções básicas das mídias locativas de realidade aumentada, mapeamento, geolocalização e anotações urbanas. Relacionado a isto, ainda podemos citar, como exemplo, os wireless mobile games, que são jogos realizados nos espaços urbanos e que agregam várias funções das mídias locativas.

### Realidade móvel aumentada
Conhecido tipo de hiperlinkagem, no qual as informações sobre um determinado local podem ser visualizadas em um dispositivo móvel, aumentando a informação em tempo real e de forma mais específica.

### Mapeamento e monitoramento de movimento
Através de dispositivos móveis, é possível um tipo de mapeamento e monitoramento do espaço urbano, podendo assim se construir um percurso específico.

### Geotags
Uma das suas possibilidades é a localização de lugares em mapas mundiais, já que seu objetivo é agregar informação digital em mapas, que podem ser acessados através de dispositivos móveis.

### Anotações urbanas
Utilizando celulares, palms, etiquetas RFID ou redes bluetooth para indexar mensagens (SMS, vídeo, foto) a lugares, tornam-se possíveis formas de apropriação do espaço urbano a partir de escritas eletrônicas.